# Tollan
Tollan (o Tula, Tolan, Tolán) fu la capitale dell'impero tolteco, che sorgeva nella zona della moderna città di Tula de Allende.
Presso Toltechi e Aztechi, «Tollan» era un epiteto comune per riferirsi a grandi metropoli.

## Origini del nome
In lingua Nahuatl, Tollan significa "luogo delle canne" (riferito ai canneti, tipo di pianta di palude); ovvero, in senso figurato, "luogo in cui le persone sono fitte come steli d'erba" . 
"Tollan" era un altro nome di Teotihuacan nel periodo del suo massimo splendore. Dopo la sua caduta, il Messico centrale si frantumò in innumerevoli piccoli stati. Tula fu il primo impero di grandi dimensioni a nascere nella zona, e la sua capitale venne probabilmente battezzata "Tollan" proprio in memoria della passata grandezza di Teotihuacan. Nei racconti aztechi del tempo dell'arrivo dei conquistadores, Teotihuacan e la capitale tolteca Tollan vengono talvolta confuse.
Oltre a Teotihuacan e la capitale di Tula, numerose altre città precolombiane furono chiamate "Tollan". Cholula, per esempio, veniva talvolta chiamata "Tollan Cholula"; e anche la capitale azteca di Tenochtitlán era detta "Tollan". Anche i Maya chiamarono alcune loro città con nomi aventi lo stesso significato.

## Galleria d'immagini

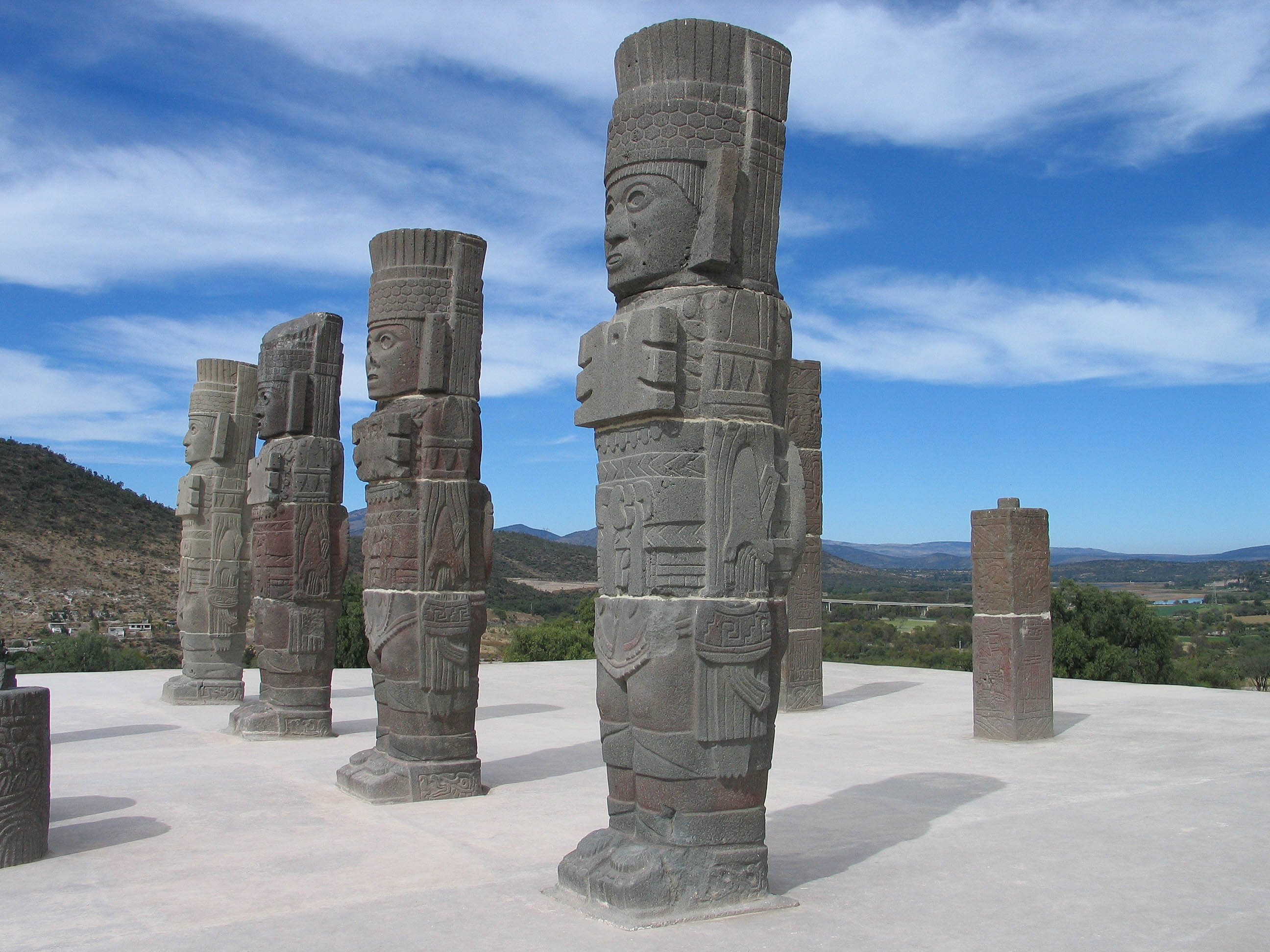
I telamoni
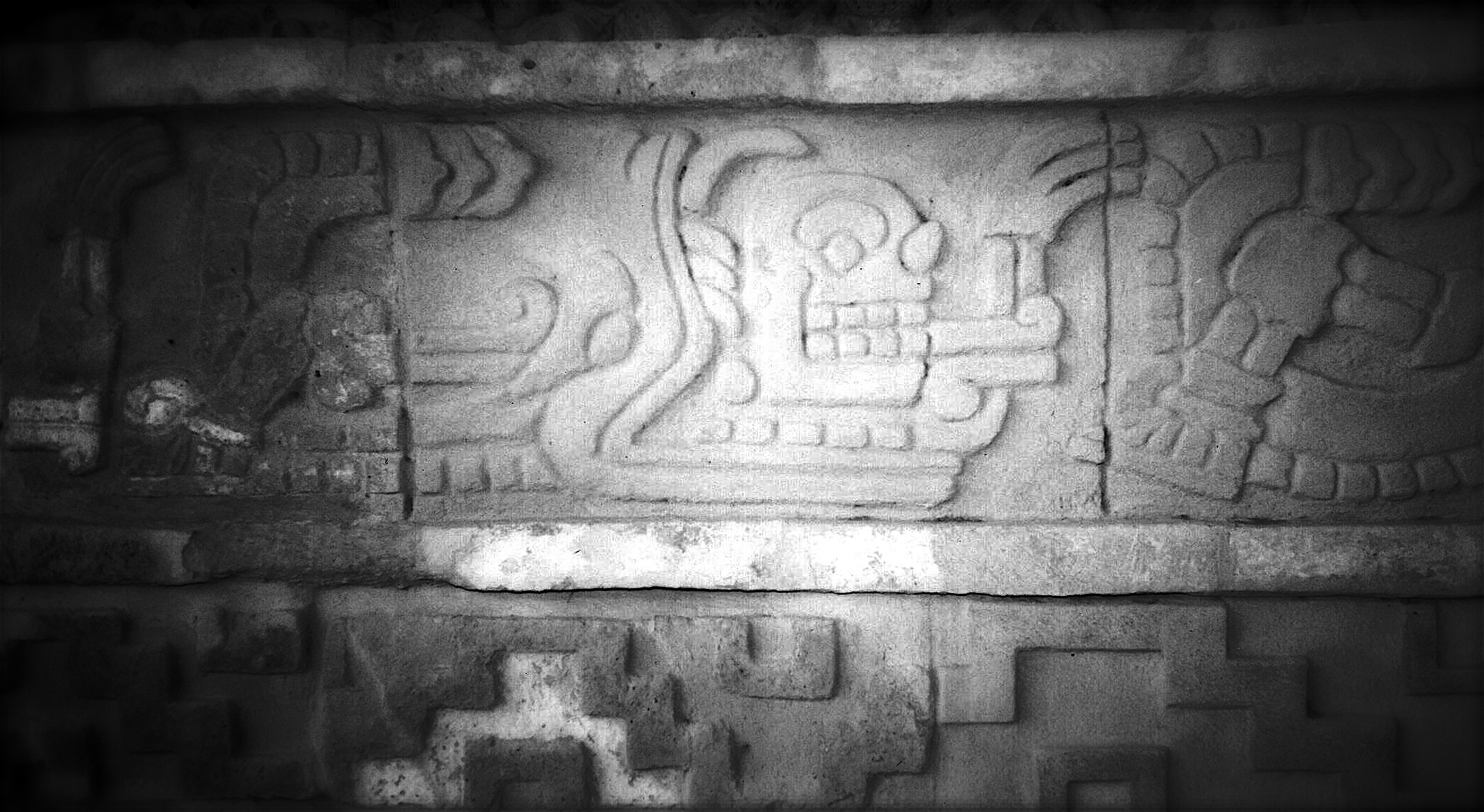
Pittogrammi toltechi
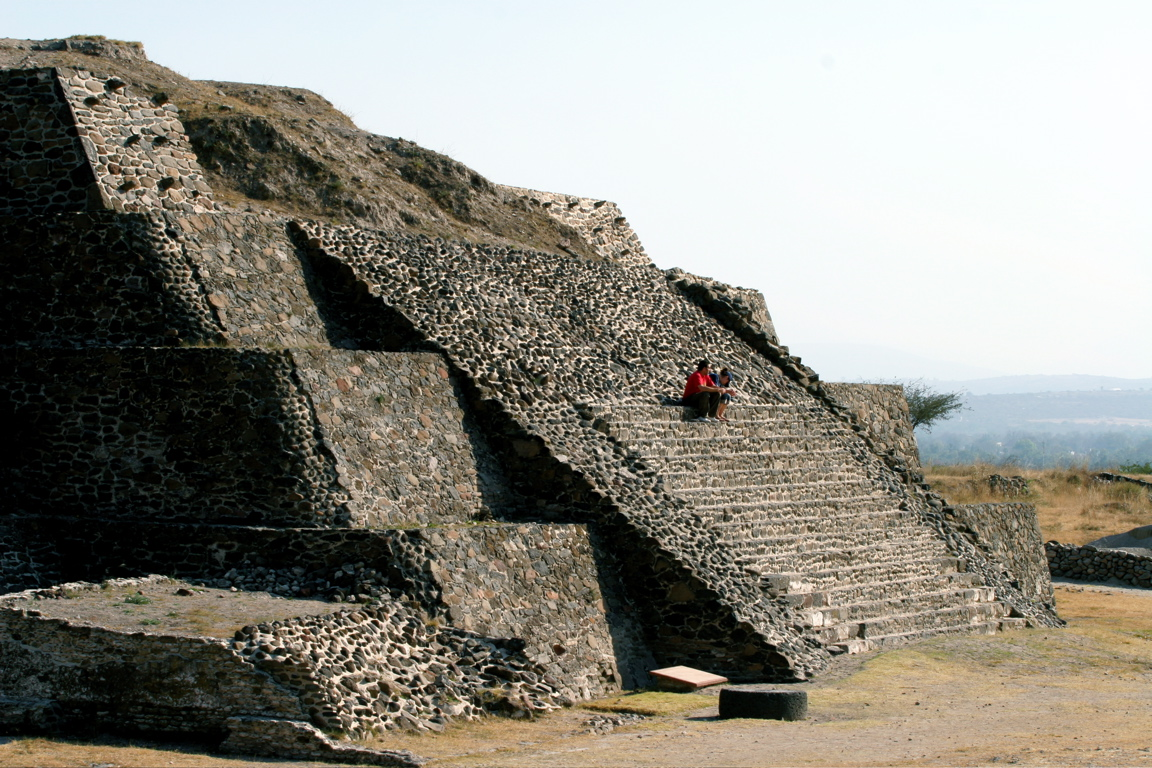
Piramide

| Controllo di autorità | VIAF (EN) 235207372 |